# メンハーデン (潜水艦)
メンハーデン (USS Menhaden, SS-377) は、アメリカ海軍の潜水艦。バラオ級潜水艦の一隻。艦名はネイティブ・アメリカン語のmunnawhatteaûgを語源とし、ニシン科ニシンダマシ属の総称に因んで命名された。その名を持つ艦としては2隻目。

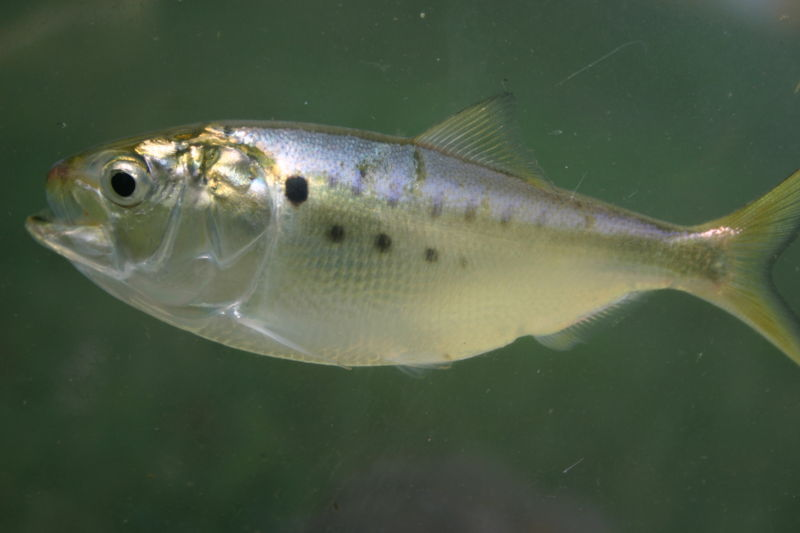
アトランティック・メンハーデン（Atlantic menhaden）

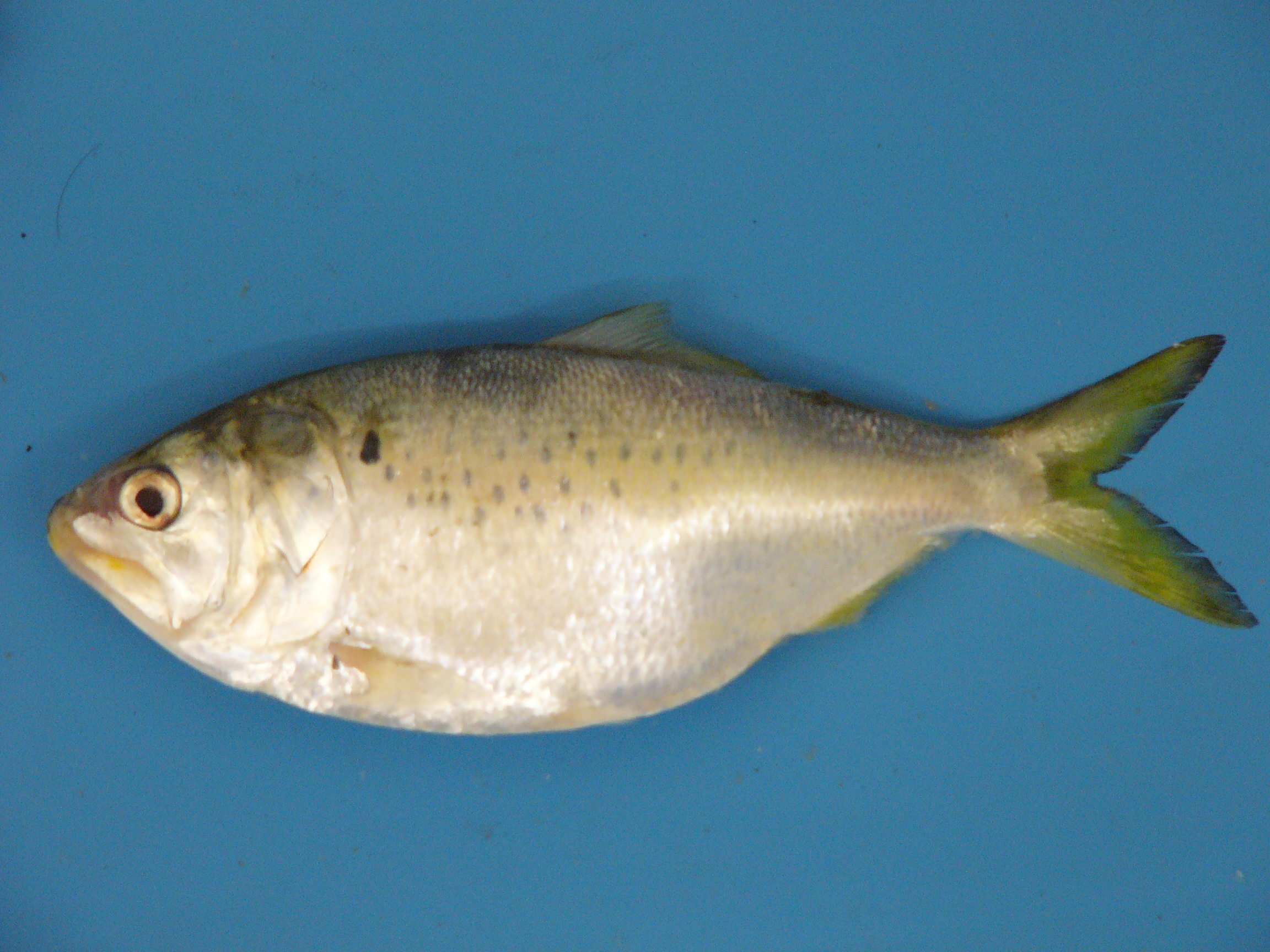
ガルフ・メンハーデン（Gulf menhaden）

## 艦歴
メンハーデンは1944年6月21日にウィスコンシン州マニトワックのマニトワック造船で起工した。1944年12月20日にミリアム・R・ジョンソンによって命名、進水し、1945年6月22日に艦長デヴィッド・H・マクリントック中佐の指揮下就役する。
マクリントック中佐指揮するメンハーデンは、前年の10月にレイテ沖海戦で座礁し失われたダーター (USS Darter, SS-227) の乗員がそのまま乗り組んだ。マニトワックで建造された潜水艦として第二次世界大戦に参加した最後の艦となったメンハーデンは、7月15日までミシガン湖で訓練を行った。その後浮きドックに収められミシシッピ川を下り、ニューオーリンズに到着後7月27日にパナマ運河地帯に向けて出航した。パナマ運河地帯ではバルボアで拡張訓練を行い、8月15日に戦争は終了した。メンハーデンは9月1日から16日にかけて第19潜水戦隊との任務のため真珠湾へ巡航した。
11月24日にメンハーデンはチェスター・ニミッツ元帥の将官旗を掲揚した。ニミッツ元帥はメンハーデンが古いものと新しいものが組み合わさった艦であるという理由で、任務交替式典に出席する際の旗艦として選択した。メンハーデンは戦闘未経験の最新艦であり、潜水艦の設計および機材は最新のものが組み込まれていた。さらに、メンハーデンの「百戦錬磨の」乗組員は長期に及んだ太平洋戦争における「勇気のある練度の高いひたむきな潜水艦乗り」の典型であった。当日の朝、メンハーデンの甲板上でニミッツ元帥は自らを海軍作戦部長に任命し、後任の太平洋艦隊司令長官としてレイモンド・スプルーアンス大将を任命した。
メンハーデンは真珠湾沖の作戦活動に1946年1月2日まで従事し、その後西海岸へ向けて出航、8日にサンフランシスコに到着した。メア・アイランド海軍造船所での不活性化オーバーホール後、メンハーデンは1946年5月31日に退役し、太平洋予備役艦隊入りした。1951年8月7日にメア・アイランドで艦長ラルフ・G・ジョンズ・ジュニア少佐の指揮下再就役し、第5潜水戦隊に配属、翌年までサンディエゴ沖の西海岸沿いに活動した。1952年8月13日にメア・アイランドで再び退役、GUPPY IIA オーバーホールおよびシュノーケル潜水艦への転換が始められた。
メンハーデンは1953年3月6日に艦長ウィリアム・R・ワーナー少佐の指揮下再就役した。メンハーデンはサンディエゴで6月12日に第3潜水戦隊に加わり、9月21日に極東へ向けて出航した。横須賀を拠点として1954年2月11日まで東シナ海および南シナ海で活動し、3月23日にサンディエゴに帰還した。翌1年半、メンハーデンは東太平洋で艦隊即応演習、定時訓練に従事した。1955年8月18日に2度目の西太平洋配備に就き、緊張の高まる台湾での哨戒を支援した。メンハーデンは1956年2月17日に西海岸に帰還した。
メンハーデンはその後混乱状態の極東で6度の配備を完了した。第32潜水艦部隊の1艦として日本、台湾からフィリピン、オーストラリアの海域を巡航する。また、冷戦下における対立が表面化した朝鮮半島およびベトナムでの偵察、監視に従事した。
西太平洋での展開時以外は集中的に即応および警戒訓練のスケジュールを維持した。メンハーデンはサンディエゴを母港として数多くの艦隊演習および定型訓練に参加し、加えてソナー学校での任務および潜水艦予備役部隊の訓練任務を支援した。
1968年初めにメンハーデンは西太平洋に戻った。6ヶ月間の配備で東南アジアの混乱した海域において集中して作戦活動に従事し、北ベトナムの共産勢力による攻撃から南ベトナムを保護し独立を維持させるというアメリカ合衆国の努力を支援した。同年の後半には西海岸に帰還し、メンハーデンは将来の「平和維持」作戦に備えた。
メンハーデンは1971年8月13日に退役し、8月15日に除籍された。1976年、メンハーデンはカリフォルニアからワシントンに牽引され、「イエローサブマリン」として使用された。艦は装備および機関を取り外され、船体は黄色に塗装された上キーポートの海軍海中戦術工学ステーションによって運用された。「廃船」としてメンハーデンは遠隔操縦され、海中兵器試験の支援として無人で適度な深度に潜航できる、無人聴覚試験艦として使用された。また、トライデント・ミサイルの運用訓練における標的艦としてワシントン沖で使用された。
1988年、メンハーデンはスクラップとして切断処理される間に主バラストタンク通気弁からの漏水によって沈没した。満潮と共にメンハーデンは浮上することができなかったものの、エバレット市は最終的に放棄された船体のスクラップ処理を完了した。